# August Schoefft
August Schoefft, auch Josef August Schoefft, (* 1809 in Pest; † 1888 in London) war ein ungarisch-österreichischer Maler.

## Biografie
Er war der Sohn des Altarmalers Joseph Karl Schöfft (* um 1775 in Pest; † 1851 ebenda), der ihm ersten Zeichenunterricht erteilte. Nach dem Studium 1828 an der Wiener Akademie (als Josef Schoefft) und Münchner Akademie kehrte er 1835 in seine Heimatstadt zurück, doch schon im darauf folgenden Jahr reiste er nach Bukarest, Odessa und Konstantinopel, wo er als Porträtmaler arbeitete. Von hier aus begann er eine Rundreise, die ihn unter anderem nach Persien führte. Schließlich reiste er nach Indien, wo er für mehrere Jahre für fürstliche Häuser arbeitete. Unter anderem fertigte er mehrere Porträts am Hofe des Maharadschas von Lahore.
Er bereiste Indien und sammelte Kunstschätze, die er später gemeinsam mit seinen Bildern ausstellen wollte. Nach Aufenthalten in Rom 1844–46, Venedig 1845 und Wien 1855, wo er seine Werke im Österreichischen Kunstverein ausstellte, und Budapest, siedelte er sich in London an, wo er seine Werke und Sammlungen ausstellte. 1863 musste er diese allerdings verkaufen.
In den Jahren 1864 bis 1866 lebte er in Nordamerika und Mexiko. Schoefft starb am Ende verarmt und in geistiger Umnachtung.

## Werke (Auswahl)

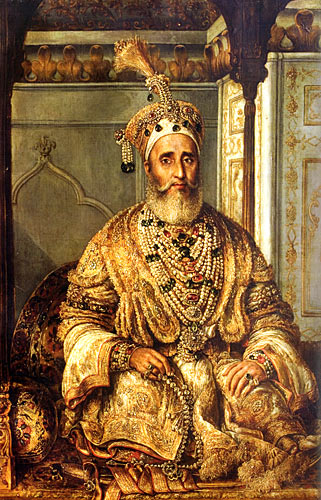
Großmogul von Delhi (um 1854)

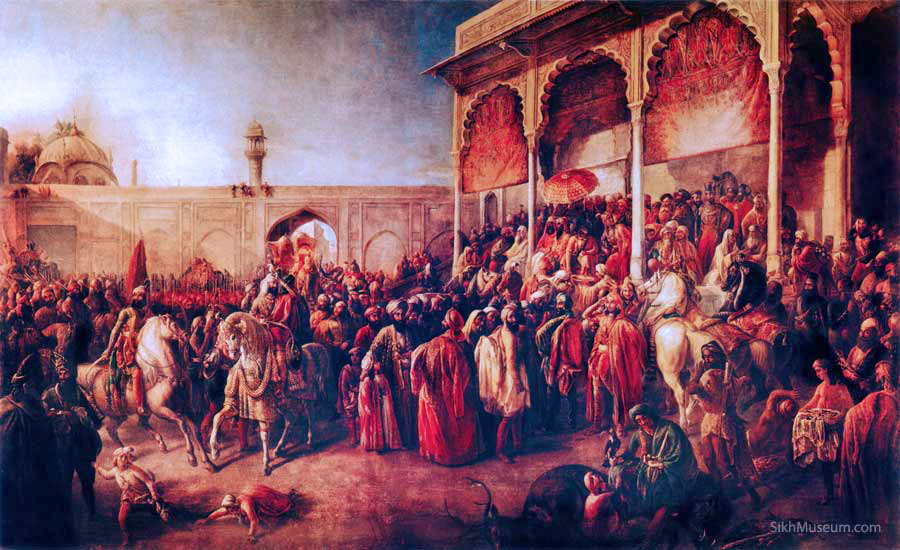
Hof von Lahore (um 1850–1855)

Seine Werke vermitteln einen guten Eindruck der von ihm bereisten Gegenden und ihrer Bewohner. Eine Anzahl seiner Werke sind in der Ungarischen Nationalgalerie in Budapest sowie im Lahore Fort zu sehen.
- Sappho, Frauenporträt (beide Öl, Ungarische Nationalgalerie, Budapest)
- Ansicht von Calcutta
- Ein Café in Belgrad
- Persischer Harem
- Großmogul von Delhi
- Ein Fakir in Agra
- Pannonia
- Überquerung des Tigris
- Hof von Lahore (Sammlung Prinzessin Bamba, Lahore Fort)
- Nacht in Venedig mit Palazzo Grassi